# Червоний прибій
«Червоний прибій» — кінофільм режисера Х. Гордон Боос, що вийшов на екрани в 1989 році.

## Зміст
Марк Ремар - ватажок банди, що займається доставкою наркотиків для каліфорнійського боса Енріке Калавери. Одного разу він приймає рішення зав'язати зі злочинним бізнесом, але спочатку - провернути останню, дуже велику угоду. Але невиконання ним одного зобов'язання приводить до війни з Калаверою, і життя Ремара, не кажучи вже про плани на майбутнє, опиняються під загрозою.

## Ролі
| Актор          | Роль |
| -------------- | ---- |
| Джордж Клуні   | -    |
| Даг Севант     | -    |
| Діді Пфайфер   | -    |
| Філіп МакКеон  | -    |
| Рік Наджера    | -    |
| Джин Сіммонс   | -    |
| Вінсент Клін   | -    |
| Едді Фріаш     | -    |
| Марко Ернандез | -    |
| Руді Негрете   | -    |

## Знімальна група
- Режисер — Х. Гордон Боос
- Сценарист — Х. Гордон Боос, Брайан Гембл, Джейсон Хоффс
- Продюсер — Грег Х. Сімс, Річард Вейнман
- Композитор — Ерік Колвін